# Forget-me-not 〜ワスレナグサ〜
「forget-me-not 〜ワスレナグサ〜」（フォーゲット・ミー・ノット ワスレナグサ）は、2012年8月22日にソニー・ミュージックアソシエイテッドレコーズ（現：ソニー・ミュージックレーベルズ）から発売されたFLOWERの3枚目のシングル。

## 概要
- 前作の｢SAKURAリグレット」から約6ヶ月後のシングルである。
- この楽曲は彼女たちにとって初めてのTVアニメタイアップ曲となる。
- 今作は「初回生産限定盤CD+DVD+フォトブック」「通常盤CD」「ガンダムAGE盤/期間生産限定CD」の3形態で発売される。いずれの形態も初回プレス（生産）に限りイベント参加券が封入される。
- 初回生産限定盤CD+DVD+フォトブックのみ封入されるDVDには「forget-me-not 〜ワスレナグサ〜」のミュージックビデオとメイキングがそれぞれ収録される。「forget-me-not 〜ワスレナグサ〜」のミュージックビデオの演出は東弘明が手がけた[1][2]。
- 同年9月30日までの期間生産限定となる「ガンダムAGE盤／期間生産限定CD」に限り、描き下ろしによる「機動戦士ガンダムAGE」特製イラストジャケット[3]が採用されている。

## 収録曲

### 初回限定盤
CD
1. forget-me-not 〜ワスレナグサ〜 [4:50]
作詞：川村結花　作曲：三橋隆幸　編曲：Jin Nakamura
MBS・TBS系アニメ『機動戦士ガンダムAGE』第四部・三世代編（第40話 - 第49話(最終話)）エンディングテーマ
2. YOUR GRAVITY [3:00]
作詞：中村彼方　作曲：JEFF MIYAHARA・STEVE SMITH・ANTHONY ANDERSON　編曲：STEVE SMITH・ANTHONY ANDERSON
日本テレビ系『ぐるぐるナインティナイン』エンディングテーマ
3. CALL [5:30]
作詞：中野雄太・H.U.B.　作曲・編曲：中野雄太
4. forget-me-not 〜ワスレナグサ〜 (instrumental)

DVD
1. forget-me-not 〜ワスレナグサ〜 (MUSIC VIDEO) [4:54]
2. forget-me-not 〜ワスレナグサ〜 (MUSIC VIDEO MAKING)

### 通常盤
1. forget-me-not 〜ワスレナグサ〜 [4:50]
2. YOUR GRAVITY [2:58]
3. CALL [5:30]

### ガンダムAGE盤
1. forget-me-not 〜ワスレナグサ〜 [4:50]
2. Still　[4:09]
作詞：松尾潔　作曲：川口大輔　編曲：中野雄太
3. SAKURAリグレット  [5:11] 
作詞：松尾潔　作曲・編曲：中野雄太
TBS系「ひるおび!」2012年3月度エンディングテーマ
CTC「MUSIC FOCUS」2012年3月度エンディングテーマ
4. forget-me-not 〜ワスレナグサ〜 (instrumental) [4:50]